# 妮可拉·佩洛
妮可拉·佩洛（英語：Nicola Pellow）是CERN與提姆·柏內茲-李合作的WWW計畫十九名成員之一。她於1990年11月加入該計畫，當時是一名萊斯特工藝學院（現為德蒙福特大學）數學系的實習生。

## 生平
提姆·柏內茲-李在NeXT平台完成WorldWideWeb瀏覽器之後，佩洛用C語言編寫了首次在NeXT以外系統上運行的網頁瀏覽器LMB。
她於1991年8月底從CERN離職，但在1992年畢業後重新返回並與羅伯特·卡里奧合作開發了MacWWW，這是第一個用於Mac的網頁瀏覽器。

## 外部連結
- Archive of "People involved in the WorldWideWeb project"（页面存档备份，存于）